# Thomas Fincke
Thomas Fincke (1561-1656) (Jacob Fincke) (Flensburg, 6 de janeiro de 1561 – Copenhagen, 24 de abril de 1656), foi um físico, matemático e médico dinamarquês, professor da Universidade de Copenhague por mais de 60 anos. Sua obra principal é um tratado de funções trigonométricas, que se denomina "Geometria rotundi" e foi publicada em 1583. O físico e historiador naturalista Ole Worm (1588-1654) foi casado com a sua filha Dorothea.

## Biografia
Seu pai se chamava Jacob Finck, o qual foi aluno das aulas de grego de Philipp Melanchthon e também apoiava Martinho Lutero. Seu avô que também  se chamava Thomas Fincke foi prefeito de Flensburg. Seu pai morreu quando ele tinha 9 anos, e desde então passou a morar com seu tio Reinhold thor Smede (1532-1584), um rico e bem conceituado conselheiro da cidade. Fez os primeiros estudos na Escola Luterana Latina de Flensburg, onde estudou grego, latim, hebraico e matemática. Naquela época Flensburg ficava na Silésia e fazia parte da Dinamarca: a população alemã era muito grande e tinha fortes ligações com as cidades alemãs.
Provavelmente influenciado pelo seu tio, aos 16 anos entrou para a Universidade de Estrasburgo, tendo como professores Johannes Sturm (1507-1589) e Conrad Dasypodius (1532-1600), e aí passou cinco anos estudando matemática, astrologia, filosofia e retórica. Em seguida, estudou nas universidades de Heidelberg (1582), Jena, Wittenberg, e Leipzig (1582). Retornou para Flensburg na primavera de 1583 com instruções do seu tio e tutor Reinhold thor Smede para definir algumas questões financeiras bem como um legado considerável deixado pelo seu pai. Todavia, o aparecimento da peste fez com que ele permanecesse mais tempo em sua cidade natal, e no outono desse ano partiu para a Basileia, onde publicou sua "Geometriae rotundi", trabalho esse que garantiu sua fama como matemático.
Estudou medicina na Universidade de Basileia e depois seguiu para a Itália onde esteve em Pádua (novembro de 1583), Pisa (1586), onde ficou quatro anos, Siena (1585), e Florença. Aos 26 anos, seus esforços para fundar uma biblioteca médica em Pádua foram tão bem recebidos que uma coluna de mármore com uma inscrição foi colocada na igreja local de "Santa Sofia" em sua homenagem. Retornando a Basileia, defendeu tese para sua formação em doutorado obtendo seu diploma em 24 de Agosto de 1587, tendo sido seus professores de medicina Felix Plater (1536-1614) e Theodor Zwinger (1533-1588) em Basileia, e Hieronymus Fabricius (1537-1619) e Giulio Casserio (1552-1616) em Pádua, onde também travou amizade com Giovanni Antonio Magini.
Em 1587 é nomeado médico pessoal de Felipe, Duque da Silésia. Em 30 de Agosto de 1590, Fincke, aos 29 anos, casou com Söst Ivers (1574-1614), na época com 16 anos, no Palácio Ducal em Tønder. Pouco depois do seu casamento, recebe a Cadeira de Matemática na Universidade de Copenhague oferecida peloa chanceler Niels Kaas (1535-1594), que também era um dos patronos de Fincke. Em julho de 1591 ele assume o posto sucedendo a Anders Krag (1553-1600).  Em fevereiro de 1602 torna-se professor de retórica da mesma universidade, pois o cargo estava vazio desde a morte de "Hans Guldsmed" em 27 de Janeiro.
Em 28 de Julho de 1602, Petrus Severinus (1542–1602), professor de Medicina da universidade morre e em abril do ano seguinte Fincke é nomeado para preencher o cargo. Ele foi reitor da Faculdade de Filosofia de 1593 a 1599, e reitor da Escola Médica durante 53 anos, de 1603 a 1656, e cinco vezes reitor da Universidade. Ele deu aulas na universidade até a idade de 81 anos.
Quando Fincke morreu ele havia deixado setenta e nove descendentes, entre filhos, netos, bisnetos e tetranetos.

## Família
- Jacob Fincke (1592-1663), filho mais velho, foi Professor de Matemática e Física da Universidade de Copenhague.
- Anna Fincke (1594-1677), filha mais velha, casou com o médico e teólogo Caspar Bartholin, o Velho (1585-1629); foi mãe do renomado matemático Erasmus Bartholin (1625-1698) e de Thomas Bartholin (1616-1680).
- Margaret Fincke (1595-1665), todas as filhas de Fincke casaram com professores universitários.
- Dorothea Fincke (1596-1628), casada com Olaus Wormius (1588-1654).
- Drude Fincke (1604-1671).

## Obras

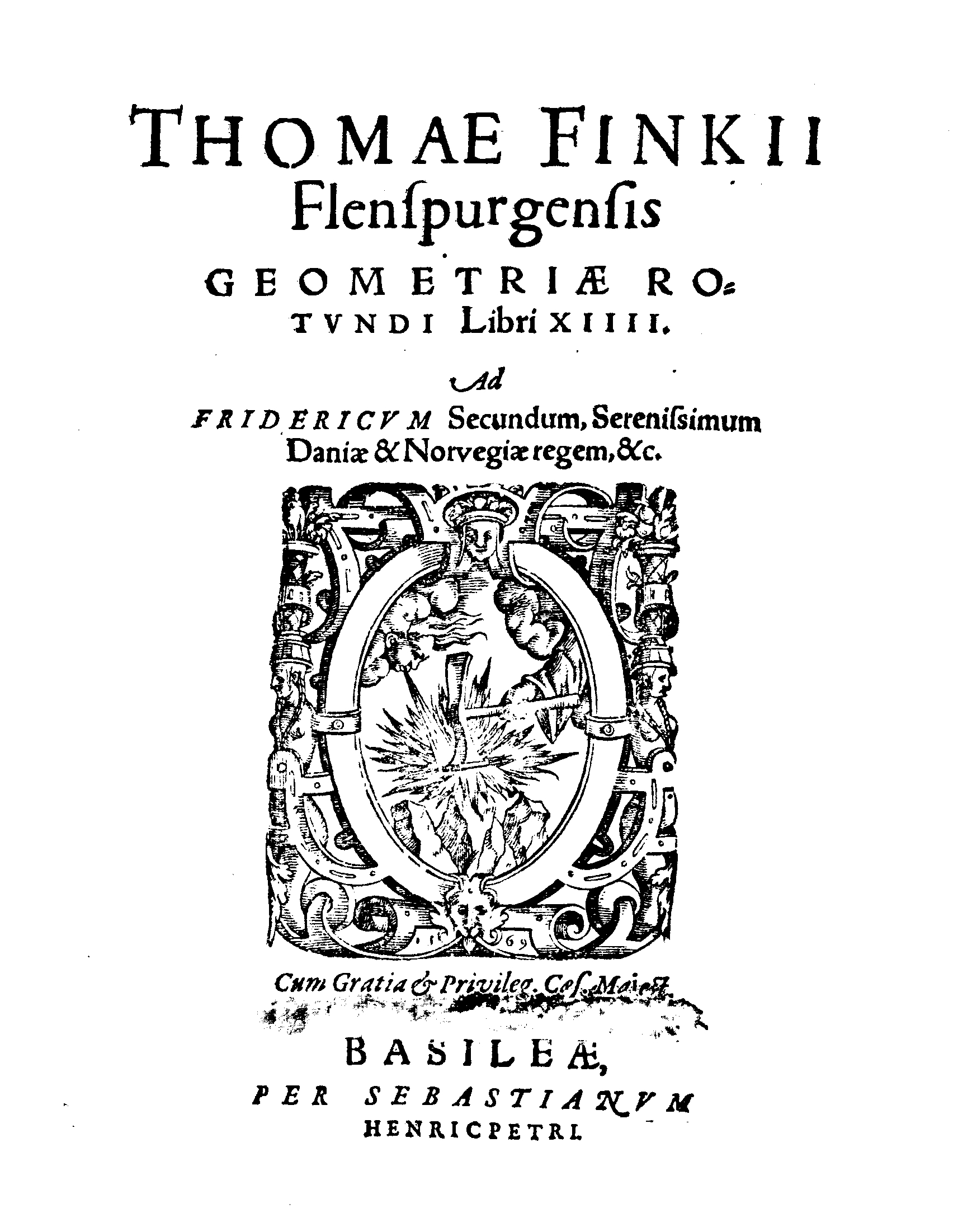
Geometriae rotundi libri XIIII, 1583

- Geometriae rotundi libri XIV, Basileia, 1583
- Horoscopographia, Basel 1583, Silésia, 1591
- De constitutione philosophiae mathematicae, 1591
- De Hypothesibus astroitronomicis
- De Constitutione Medicinae
- De Peste